# Noche Buena
Noche Buena  (исп.) — марка мексиканского сезонного рождественского пива в стиле венский лагер производства мексиканской пивоварни "Сервесерия Куатемок Моктесума" (Cervecería Cuauhtémoc Moctezuma), принадлежащей компании Heineken.

## История
Это пиво варится только для Рождества, первоначально для сотрудников и друзей пивоварни, но постепенно стало настолько популярно, что было официально выпущено в продажу в 1924 году и с тех пор превратилось в традиционное пиво для рождественских праздников в Мексике.
В прямом переводе с испанского Noche Buena означает "спокойной ночи". Фраза, однако, имеет еще два значения: это испанское название цветка пуансеттия (лат. Euphorbia pulcherrima) (отсюда изображение красного цветка на этикетке), а также означает канун Рождества.

## Характеристики
Noche Buena — тёмное пиво с содержанием алкоголя 5,9%. Отличается тёмным медно-коричневым цветом с красноватыми оттенками, интенсивным ароматом с оттенками хереса и отличительным сладким солодовым вкусом.
Ценители пива ждут выхода каждый год в период с октября по декабрь. Считается прекрасным дополнением к праздничному столу в канун Рождества. Эмблема пива — цветок пуансеттии. В Мексике реализуется в бутылках по 355 мл по цене 6 мексиканских песо.